# 경성법학전문학교
경성법학전문학교(京城法學專門學校), 약칭 경성법전은 일제강점기의 교육기관으로 관립 전문학교였다. 해방이후 경성대학 법문학부 법학계열과 흡수되어 대학기관으로 승격되었고 후에 서울대학교 법과대학이 되었다.

## 기원
경성법학전문학교는 조선정부가 재판소구성법을 제정하여 행정과 사법을 분리하면서 1895년에 최초의 국립법학교육기관으로 법관양성소를 설립하였다. 법관양성소는 유동에 설립하였으며, 1903년 광화문(6조거리)앞으로 이전하였고, 1909년에 법학교로 개편되었다. 한성법학교는 1910년 국권 강탈 이후 1911년에 경성전수학교로 개칭되었다. 당시 경성전수학교의 졸업학력은 고등보통학교 졸업 학력과 동등하게 인정되었다. 1922년에 관립 경성법학전문학교로 승격되면서 전문학교로 개교하였다.

## 경성법학전문학교
경성법학전문학교는 이전 학교의 광화문 교사를 그대로 사용했는데, 이것은 조선시대의 호조 건물이었다. 이러한 장소성으로 인해 경성법학전문학교는 다른 학교와 다른 특이한 배치를 가졌다. 교사들이 긴회랑으로 연결되어 있고 동서남북의 구역이 구별되어 있었다. 이러한 배치는 동시기 근대적 관학교의 학교 배치 개념과는 매우 다르며 오히려 한옥의 배치 개념과 유사한 모습이라 할 수 있다.
경성법학전문학교는 법률에 대한 고등학술과, 실무적 사법 사무를 교수하여 중견법률인을 양성하는 것을 목적으로 설립되었으며, 수업연한은 3년이었고, 정원은 60여명이었다. 경성법전의 기원 자체가 대한제국기의 학교였기 때문에, 어떠한 관립 전문학교보다 조선인의 비율이 높았다. 또, 6년동안 재학해야 하는 경성제국대학과는 달리 경성법학전문학교는 3년의 시간을 단축할 수 있었기 때문에 많은 학생들에게 인기가 있었다. 경성법학전문학교는 법관 양성 보다는 하급 행정관료와 법원 서기, 통역 등의 법률전문직 양성에 초점이 놓여 있었다.경성법학전문학교는 일제 강점기에 많은 조선인 법조인을 배출했다. 많은 졸업자가 조선변호사시험과 사법관시보시험에 합격하였으며, 고등문관시험 사법과시험에도 경성법전 출신자가 응시할 수 있었다. 1923년 이후 법전 졸업자 중에 판사 7명과 검사 1명이 임용되었다.
경성법학전문학교 출신의 조선인 법조인은 경성제국대학 법문학부 법학과 졸업생이 배출된 이후에도 학교의 전통과 수적우위를 토대로 조선인 법조계에서 주도적인 역할을 했다. 경성제국대학에서 매년 배출하는 법학사가 10명 미만 이었지만, 경성법학전문학교는 매년 40~60명의 조선인 졸업생을 배출했으며, 경성법학전문학교 졸업생들에게는 각 지방법원의 서기과 서기나 서기과 통역생으로 채용되는 특전이 주어졌다. 경성법학전문학교 많은 졸업생들은 이 특전을 통해 지방법원에 취직한 후 시보, 판사, 검사로 빠르게 승진해 간 반면, 경성제국대학 졸업생은 이 특전을 적용받지 못하였고, 고등문관시험 사법과라는 어려운 시험을 통해 시보에서부터 사법생활을 시작해야 했기 때문에 1940년대에 이르러서야 경성제국대학 출신의 판사, 검사가 나타나게 되었다.
경성법학전문학교는 조선총독부로부터 많은 예산 보조를 받아 학비가 다른 관립전문학교보다 저렴하고, 취직에서도 유리할 뿐만 아니라, 조선인 중심의 학교였기 때문에 많은 인기가 있었다. 학교의 승격 초기에는 4.5~5.6:1의 경쟁률을 보여줬지만, 일제 강점기 말기에는 8.9:1~17.3:1의 매우 높은 경쟁률을 보여주게 되었다.
경성법학전문학교는 교사의 노후화 등에 대한 학생들의 지속적인 요구에 의해 1937년 현재 청량리중학교 자리로 교사를 신축하고 1938년에 학교를 이전한다. 여기에는 교사와 도서관, 열람실(오늘날의 독서실), 식당, 기숙사, 창고, 체육관 등이 갖추어져 당시 조선 내 고등교육기관 중에 가장 현대적이고 많은 시설을 갖춘 학교였다. 1944년 4월에는 교육예산동결에 따라 경성고등상업학교와 통합하여 '경성경제전문학교'로 통폐합되었다. 해방 직후 분리되어 (구제) 경성법학전문학교와 서울법정학교로 분리된다. 경성법학전문학교는 경성제국대학 법문학부 법학계열을 흡수하여 서울대학교 법학대학이 되었고, 서울법정학교는 6ㆍ25전쟁 직전에 북한으로 월북하여 김일성종합대학 법률대학이 된다.
경성법학전문학교 출신자들은 해방 이후 남북한 법조계에서 주도적인 역할을 한다. 대한민국에서는 경성법전 출신자가 법원 고위인사와 검찰간부의 상당수를 차지하고, 조선민주주의인민공화국에서는 헌법 제정에 관여하게 된다. 한편, 이 학교의 기원인 법관양성소를 서울대학교 법학대학의 기원으로 보고 있다.

## 교육내용
경성법학전문학교는 실무법조인을 양성하는 것이었기 때문에 학술적 법학교육보다는 실무적 법률교육이 주로 이루어졌다. 이는 경성제국대학 법학과에서 법학교육이 이루어진 것과 대조적이다. 아래는 경성법학전문학교의 실재 교과목과 교수시간이다. 대학기관이 아닌 전문학교 기관이었기 때문에 학사학위는 없었다.
| 경성법학전문학교 과정 | 경성법학전문학교 과정 | 경성법학전문학교 과정 | 경성법학전문학교 과정 |
| 학과목                | 1학년 시수            | 2학년 시수            | 3학년 시수            |
| --------------------- | --------------------- | --------------------- | --------------------- |
| 수신                  | 1                     | 1                     | 1                     |
| 국어                  | 4                     | 2                     | 2                     |
| 중국어                | -                     | -                     | 3                     |
| 영어                  | 4                     | 3                     | -                     |
| 헌법                  | 2                     | -                     | -                     |
| 행정법 - 총론         | -                     | 3                     | -                     |
| 행정법 - 조선행정법규 | -                     | -                     | 2                     |
| 민법 - 총칙           | 4                     | -                     | -                     |
| 민법 - 물권           | -                     | 3                     | -                     |
| 민법 - 채권총론       | 3                     | -                     | -                     |
| 민법 - 채권각론       | -                     | 4                     | -                     |
| 민법 - 친족상속       | -                     | -                     | 4                     |
| 상법 - 총칙과 상행위  | -                     | 2                     | -                     |
| 상법 - 회사           | -                     | -                     | 3                     |
| 상법 - 보험과 해상    |                       |                       |                       |
| 어음법과 수표법       | -                     | -                     | 2                     |
| 파산법                | -                     | -                     | 1                     |
| 형법 - 총론           | 3                     | -                     | -                     |
| 형법 - 각론           | -                     | 3                     | -                     |
| 민사소송법 - 제1편    | -                     | 2                     | -                     |
| 민사소송법 - 제2편    | -                     | -                     | 4                     |
| 형사소송법            | -                     | -                     | 3                     |
| 국제공법              | 3                     | -                     | -                     |
| 국제사법              | -                     | -                     | 2                     |
| 경제학 원론           | 4                     | -                     | -                     |
| 경제정책              | -                     | 3                     | -                     |
| 재정학                | -                     | -                     | 2                     |
| 상학 (상업학/회계학)  | 2                     | 2                     | -                     |
| 체조                  | 3                     | 3                     | 3                     |
| <합계>                | 33                    | 34                    | 32                    |

## 같이 보기
- 경성법학전문학교 야구단
- 경성법학전문학교 정구단
- 일제 강점기의 교육